# Quim
Quim, voetbalnaam van Joaquim Manuel Sampaio Silva, (Vila Nova de Famalicão, 13 november 1975) is een Portugees voetballer, onder contract bij SC Braga.
Quim is een doelman en speelde zijn eerste interland op 18 augustus 1999 tegen Andorra. Hij maakt deel uit van de selectie voor het Wereldkampioenschap voetbal 2006. Hij speelde in totaal 32 interlands voor zijn vaderland.
1 Baía  ·
2 J. Costa ·
3 Jorge ·
4 Vidigal ·
5 Couto ·
6 Sousa ·
7 Figo ·
8 Pinto ·
9 Sá Pinto ·
10 R. Costa ·
11 Conceição ·
12 Espinha ·
13 Dimas ·
14 Xavier ·
15 Costinha ·
16 Beto Severo ·
17 Bento ·
18 Pauleta ·
19 Capucho ·
20 Secretário ·
21 Gomes ·
22 Quim ·
Coach: Coelho
1 Ricardo Pereira ·
2 Ferreira ·
3 Jorge ·
4 Andrade ·
5 Couto  ·
6 Costinha ·
7 Figo ·
8 Petit ·
9 Pauleta ·
10 Costa ·
11 Simão ·
12 Quim ·
13 Miguel ·
14 Valente ·
15 Beto Severo ·
16 Ricardo Carvalho ·
17 Ronaldo ·
18 Maniche ·
19 Tiago ·
20 Deco ·
21 Gomes ·
22 Moreira ·
23 Postiga ·
Coach: Scolari
1 Ricardo Pereira ·
2 Ferreira ·
3 Caneira ·
4 Ricardo Costa ·
5 Meira ·
6 Costinha ·
7 Figo  ·
8 Petit ·
9 Pauleta ·
10 Viana ·
11 Simão ·
12 Quim ·
13 Miguel ·
14 Valente ·
15 Boa Morte ·
16 Ricardo Carvalho ·
17 Ronaldo ·
18 Maniche ·
19 Tiago ·
20 Deco ·
21 Gomes ·
22 Santos ·
23 Postiga ·
Coach: Scolari